# Lampyridae
I Lampiridi (Lampyridae Latreille, 1817) sono una piccola famiglia di coleotteri  diffusa in tutto il mondo con circa 2000 specie, comunemente chiamate lucciole.

## Descrizione

### Adulto

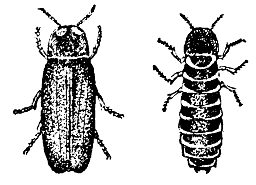
Maschio e larva di Lampyris noctiluca

I Lampiridi sono caratterizzati da tegumenti morbidi, pronoto ricoprente più o meno completamente il capo, grandi occhi sferici e zampe corte.

Tutte le specie sono caratterizzate da atterismo più o meno spinto, fatto che dona loro un aspetto larviforme. Questa caratteristica è generalmente presente nelle femmine, ma talvolta anche nei maschi di alcuni generi (Phosphaenus).

Tutte le specie, sia allo stadio di larva che di adulto, sono inoltre caratterizzate dalla capacità di produrre luce da uno o più segmenti addominali, da cui il nome della famiglia. A tale fenomeno è stato dato di nome di bioluminescenza.

I maschi alati delle specie europee sono generalmente caratterizzati da colori smorti, gialli o rossi sul pronoto e bruni o neri sulle elitre.

### Larva
Le larve dei Lampiridi sono caratterizzate, come gli adulti, da un pronoto che ricopre più o meno completamente il capo.

Sono di colore scuro, completamente nere (Phosphaenus), nere a macchie rosa (Lampyris) oppure brune a macchie gialle (Lamprohiza).

## Biologia

### Uova
Caratteristica comune a tutti i coleotteri e quindi anche ai Lampiridi è l'olometabolia. Le uova dei Lampiridi sono sferiche ed incolori, vengono deposte sotto i sassi o in luoghi umidi. Una particolarità delle uova di questa famiglia è che conservano per qualche tempo la bioluminescenza.

### Larva

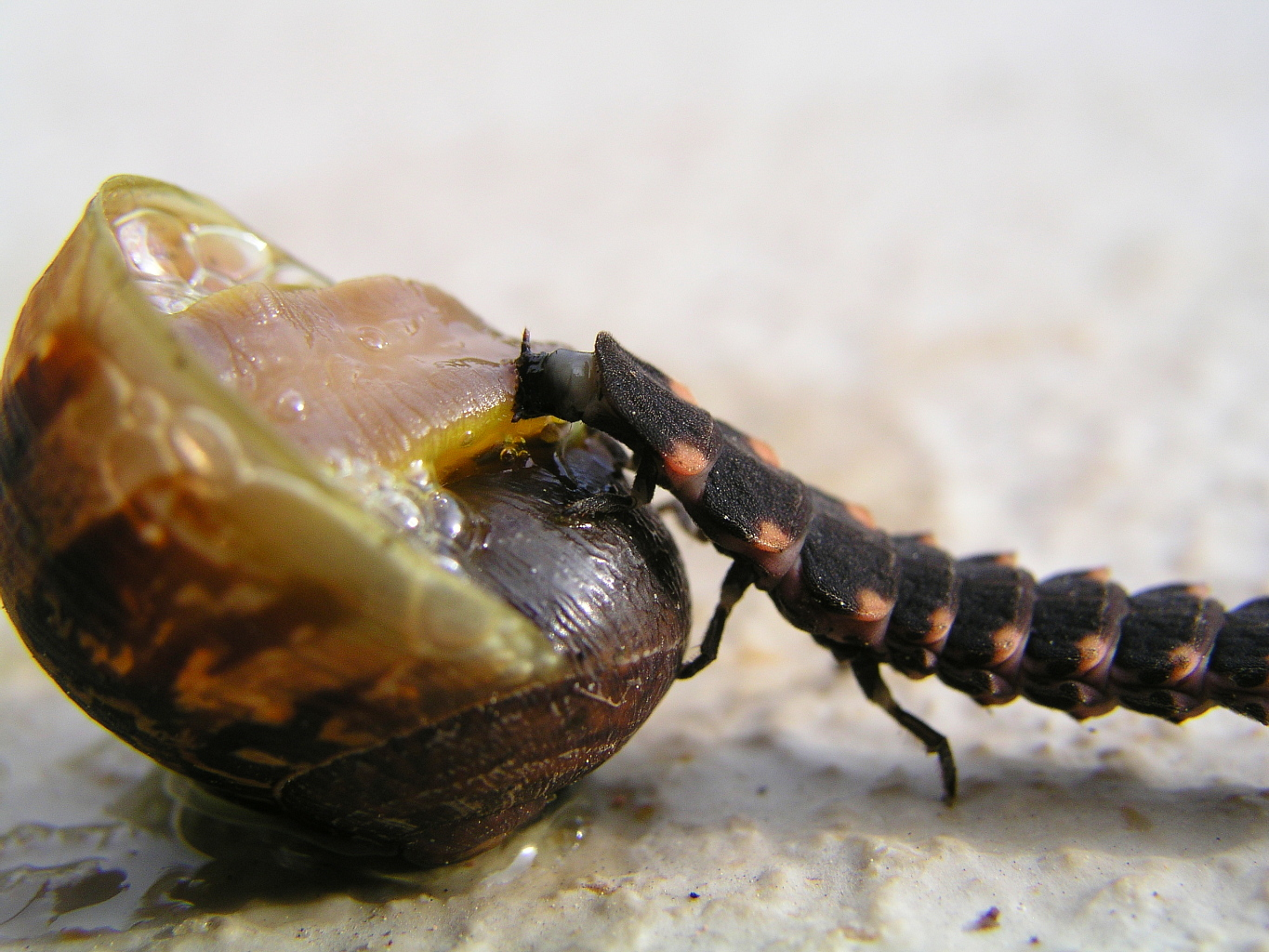
Larva di Lampyris noctiluca

Le larve dei lampiridi sono attive durante la notte, ma possono essere rinvenute anche durante il giorno. 
Si nutrono di gasteropodi polmonati, per cui sono estremamente rare o addirittura scomparse dalle zone agricole in cui si utilizzano regolarmente lumachicidi.
Inoltre le lucciole stanno scomparendo dalle zone industrializzate e abitate a causa delle troppe luci presenti che non permettono alle lucciole di "incontrarsi" e quindi di riprodursi, ma anche a causa dei concimi chimici, che rendono difficile il loro nutrimento, e dell'inquinamento.

### Adulto
Diversamente dalle larve, per quanto riguarda gli adulti dei Lampiridi, i maschi pare non si nutrano, nonostante abbiano apparato boccale completo. Alcune specie tropicali si nutrono di diversi insetti e talora persino dei loro simili.

Entomologi americani hanno potuto constatare che alcune femmine del genere Photuris sono in grado di modificare la frequenza e la luminosità della propria luce, in modo da simulare la luce delle femmine di altre specie di lampiridi, attirarne i maschi e poi divorarli.

### Bioluminescenza

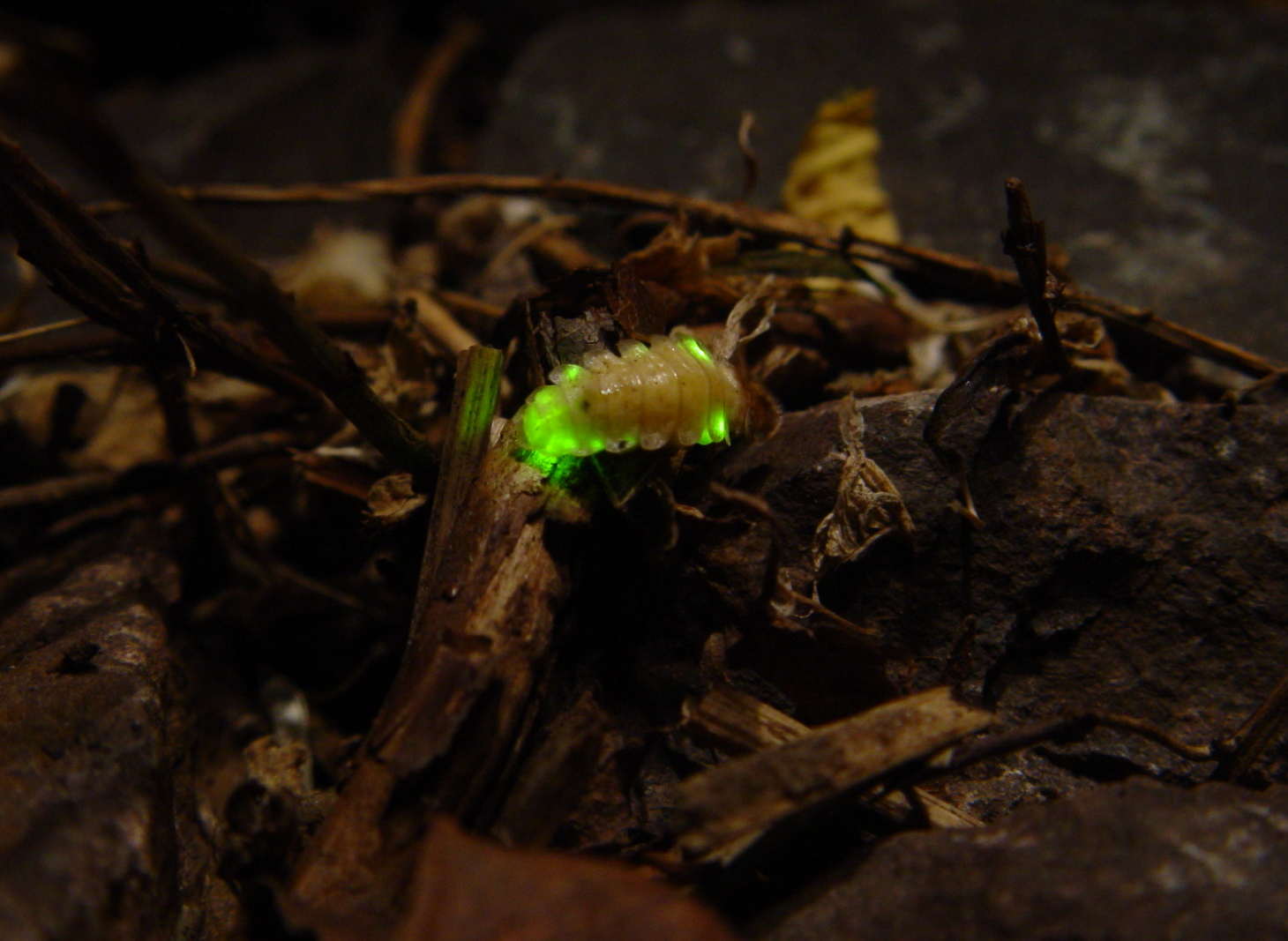
Femmina di Lamprohiza

La luce emessa da questi insetti è dovuta all'ossidazione del substrato fotogeno luciferina ad ossiluciferina, che avviene in presenza di ossigeno grazie alla catalisi operata dall'enzima luciferasi.

Alcuni segmenti addominali, generalmente gli ultimi, sono trasparenti sul lato ventrale e riccamente percorsi da trachee e tracheidi che conducono l'ossigeno necessario alla reazione di ossidazione. Regolando il flusso dell'aria l'insetto può regolare la frequenza del lampeggiamento.
Si tratta di una luce fredda, la cui lunghezza d'onda oscilla fra i 500 ed i 650 nanometri. L'intensità invece varia a seconda delle specie.

L'emissione luminosa è presente sia negli adulti che nelle larve. Negli adulti la funzione è collegata all'accoppiamento: i maschi, infatti, emettono segnali ritmici luminosi, cercando di attirare l'attenzione delle femmine, che a loro volta emettono luce a ritmi differenti.
Anche le uova sono luminescenti.

## Tassonomia
La famiglia Lampyridae comprende le seguenti sottofamiglie e tribù:
- Sottofamiglia Psilocladinae McDermott, 1964

- Sottofamiglia Amydetinae Olivier, 1907
  - Tribù Amydetini Olivier, 1907
  - Tribù Vestini McDermott, 1964

- Sottofamiglia Lamprohizinae Kazantsev, 2010

- Sottofamiglia Lampyrinae Rafinesque, 1815
  - Tribù Cratomorphini Green, 1948
  - Tribù Lamprocerini Olivier, 1907
  - Tribù Lamprohizini Kazantsev, 2010
  - Tribù Lampyrini Rafinesque, 1815
  - Tribù Lucidotini Lacordaire, 1857
  - Tribù Pleotomini Summers, 1874

- Sottofamiglia Luciolinae Lacordaire, 1857
  - Tribù Curtosini McDermott, 1964
  - Tribù Luciolini Lacordaire, 1857

- Sottofamiglia Photurinae Lacordaire, 1857

### Specie in Europa
In Europa sono presenti le seguenti specie:
- sottofamiglia Luciolinae (caratterizzata dal pronoto che non ricopre interamente la testa e lascia scoperti gli occhi)
  - tribù Luciolini 
    - genere Lampyroidea - presente nella penisola Balcanica Maschio di Luciola lusitanica
      - Lampyroidea achaiaca
      - Lampyroidea dispar
      - Lampyroidea graeca
      - Lampyroidea lucifer
      - Lampyroidea maculicollis
      - Lampyroidea quadrinotata
      - Lampyroidea syriaca

    - genere Luciola
      - Luciola italica (Linnaeus, 1767) - presente in Italia
      - Luciola lusitanica (Charpentier, 1825) - presente in Italia

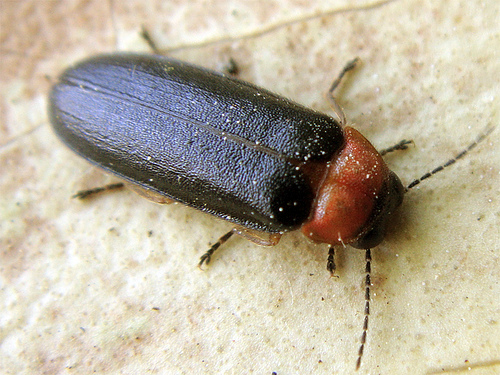
Maschio di Luciola lusitanica

      - Luciola novaki Muller, 1946 - presente nei Balcani occidentali

- sottofamiglia Lampyrinae (caratterizzata dal pronoto che ricopre interamente il capo)
  - tribù Lampyrini
    - genere Lampyris (7-8 specie in Italia) Larva di Lampyris  raymondi
      - Lampyris ambigena
      - Lampyris  angustula
      - Lampyris  brutia
      - Lampyris  fuscata
      - Lampyris  germariensis
      - Lampyris  hellenica
      - Lampyris  lareynii
      - Lampyris  monticola
      - Lampyris  noctiluca Linnaeus, 1767 - presente in Italia
      - Lampyris  pallida
      - Lampyris  pseudozenkeri
      - Lampyris  raymondi

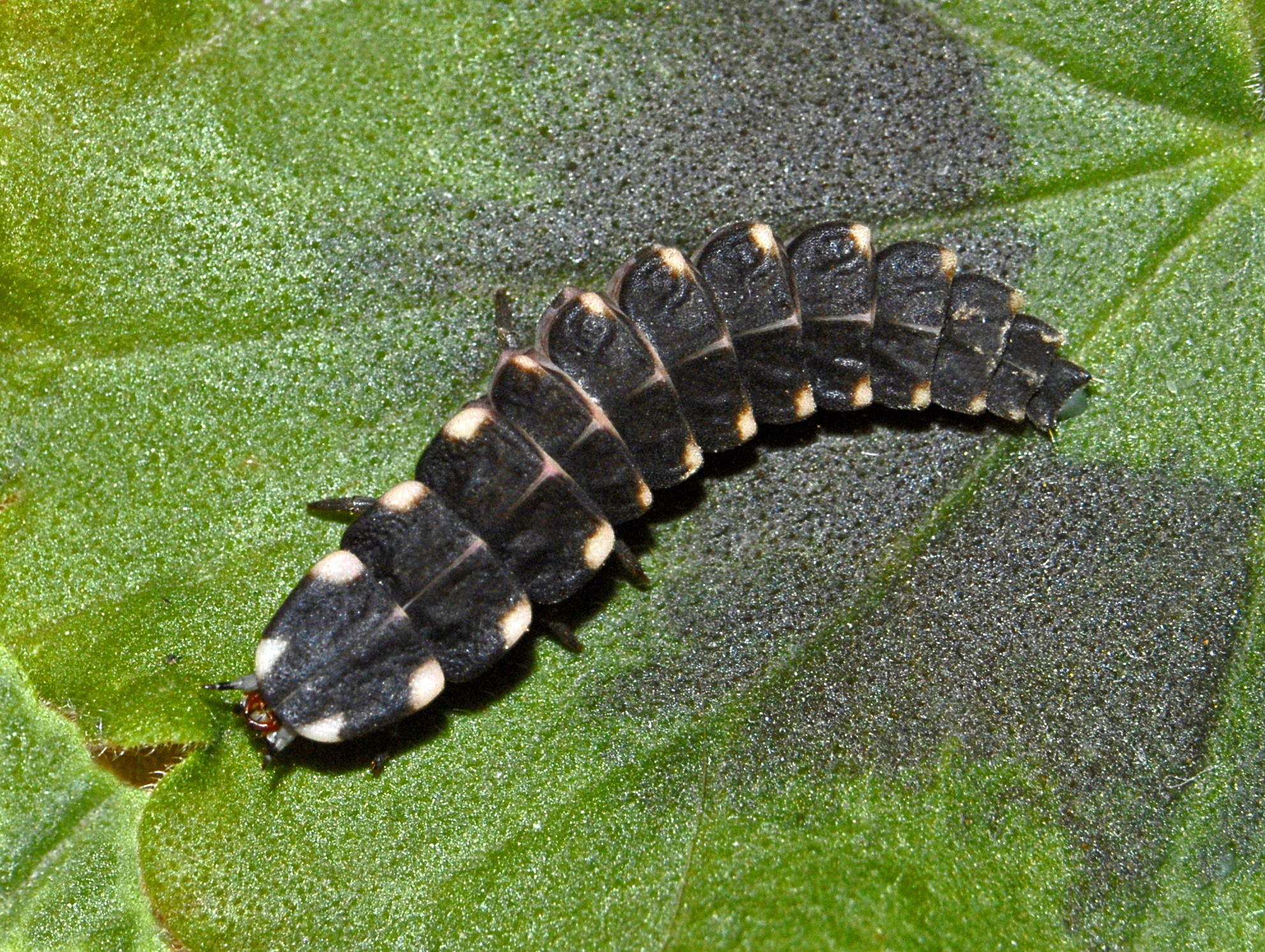
Larva di Lampyris raymondi

      - Lampyris  sardiniae Geisthardt, 1987 - endemica della Sardegna
      - Lampyris  zenkeri

    - genere Nyctophila (3 specie in Italia) Larva di Nyctophila reichii
      - Nyctophila anatolica
      - Nyctophila bonvouloirii
      - Nyctophila calabriae
      - Nyctophila colorata
      - Nyctophila graeca
      - Nyctophila heydeni
      - Nyctophila libani
      - Nyctophila maculicollis
      - Nyctophila molesta
      - Nyctophila reichii
      - Nyctophila riegeri
      - Nyctophila scabripennis
      - Nyctophila syriaca

    - genere Pelania
      - Pelania mauritanica (Linnaeus, 1767)

  - tribù Lamprohizini 

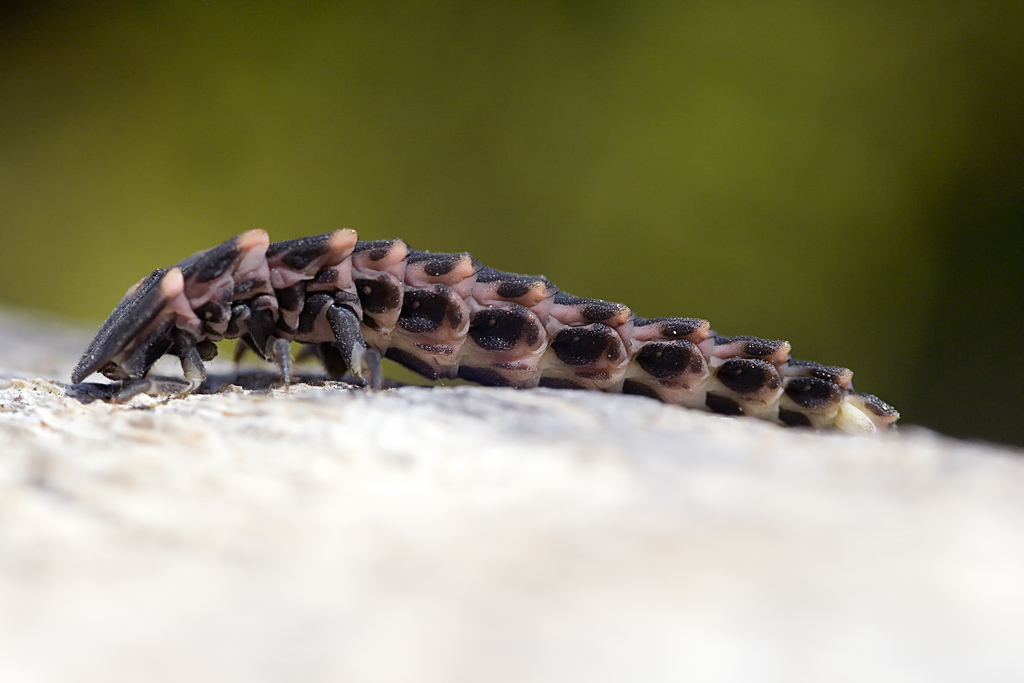
Larva di Nyctophila reichii

    - genere Lamprohiza (2 specie in Italia) Femmina di Lamprohiza splendidula

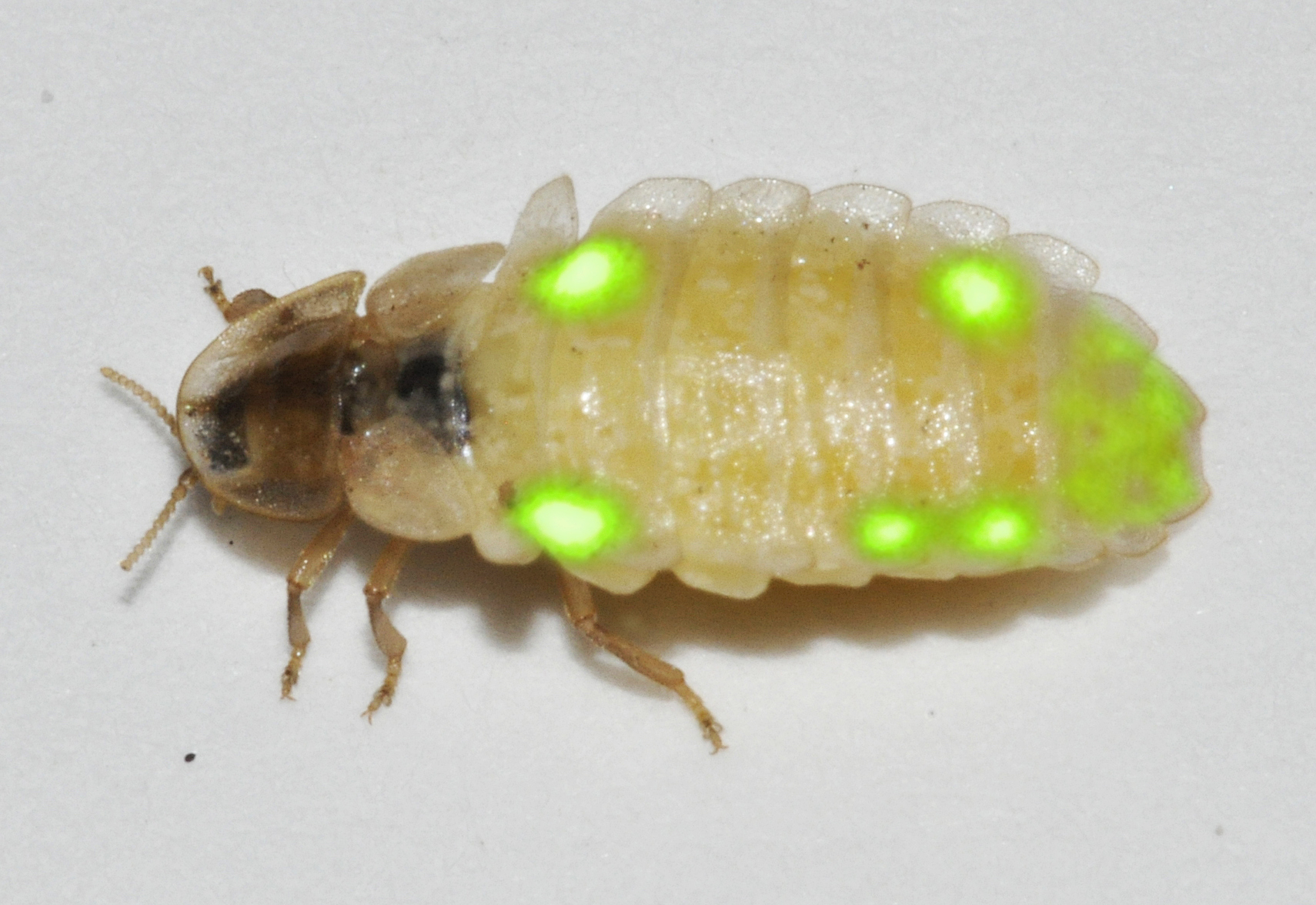
Femmina di Lamprohiza splendidula

      - Lamprohiza boieldieui
      - Lamprohiza delarouzei
      - Lamprohiza foliacea
      - Lamprohiza germari
      - Lamprohiza morio
      - Lamprohiza mulsantii
      - Lamprohiza paulinoi
      - Lamprohiza splendidula

  - tribù Lucidotini 
    - genere Phosphaenus
      - Phosphaenus hemipterus

    - genere Phosphaenopterus
      - Phosphaenopterus metzneri
      - Phosphaenopterus montandoni